# Marek Raniš
Marek Raniš je bývalý československý a český sportovní plavec.

## Sportovní kariéra
Základní plavecké dovednosti získal při plaveckých kurzech pro školy. V roce 1976 v Liberci otevřeli při ZŠ Švermova první moderní krytý 25 m bazén. Po začátečnickém kurzu byl vybrán do přípravky plaveckého oddílu Slavia ODPM. Od 9 let se ve sportovní třídě připravoval pod vedením trenéra Josefa Kurhajce. Po vzoru svého trenéra se specializoval na plavecký styl prsa. 
Jako talentovaného prsaře ho brzy začala registrovat začínající trenérka Irena Svobodová (Fleissnerová), která ho v roce 1985 přivedla do Prahy. V středisku vrcholového sportu (SVS) ministerstva školství byli z jejího úlovku nadšení, mluvili o něm jako ideálním plaveckém typu. V 15 letech stále rostl (během roku vyrostl o 15 cm) a v SVS rozhodli využít jeho ideálních antropometrických znaků pro plavecký způsob znak. Pro znak měl sice ideální tělesné parametry a uměl se krásně položit na hladinu, ale jako většina vytáhlých, hubených chlapců "samá ruka, samá noha" neměl talent pro gymnastické prvky. Po zbytek sportovní kariéry tak při startech a obrátkách ztrácel proti konkurenci drahocenné setiny, v začátcích i vteřiny. Když mohl tak si s chutí zaplaval prsa. 
Na začátku zimní sezóny 1986 přešel od trenérky Svobodové k trenéru Jaroslavu Strnadovi. Strnad ho charakterizoval jako pracovitového sportovce "má chuť dělat". Trenéra Strnada také těšilo, že je přístupný k tehdy stále neobvyklým formám přípravy, jako návštevy sportovního psychologa (Radkin Honzák).
Na velké ceně Slovenska v červnu 1986 ztratil vyhraný závod na 200 m znak, po závěrečné obrátce se propadl o 3 metry za soupeře. Úspěšným průnikem mezi československou plaveckou špičku v letní sezóně si však zajistil start na červencovém mistrovství Evropy juniorů v Západním Berlíně. V Berlíně na své silnější trati 200 m znak plaval osobní rekord 2:10,69 a o dvě setiny mu tekl postup do A-finále. V odpoledním B-finále obsadil 4. místo v čase 2:11,13. Na 100 m znak plaval B-finále a v osobním rekordu 1:01,94 obsadil 5. místo (celkově 13.). Svého největšího soupeře, stejně starého znakaře Pavla Vokouna porazil poprvé na velkých seniorských závodech začátkem zimní sezóny 1987.

### Mistrovství Evropy 1987 a plavecké dvojče Vokoun
Po letní sezóně 1986 začal s intenzivní suchou přípravou, což vedlo k výraznému posunu osobních rekordů v roce 1987, ale také k prvním vážným zdravotním problémům. Jako typově jemu podobnému plavci Michaelu Drozdovi ho s intenzivní suchou přípravou začalo trápit rameno. Na únorovém zimním mistrovství republiky skončil dvakrát druhý v osobních rekordech na 100 m (1:00,87) a 200 m znak (2:07,38) za Pavel Vokounem. Souboje s Vokounem se v dalších měsících staly ozdobou plaveckých závodů.
Na květnovém mistrovství ČSR se na 200 m znak přiblížil 2:06,38 k evropské plavecké špičce. Na červnovém mistrovství republiky se poprvé na 100 m znak dostal pod minutu časem 58,88 a na 200 m znak zvítězil v čase 2:04,52. Za zlepšení osobních rekordů mohla vzájemná rivalita s Pavlem Vokounem. Po mistrovství republiky mu přišla nominace na srpnové mistrovství Evropy v Štrasburku.
Při svém úvodním startu na mistrovství Evropy na 200 m znak splnil očekávání šéftrenéra Jana Vokatého a osobním rekordem 2:04,47 postoupil z rozplaveb do B-finále. V odpoledním B-finále mu však chyběly síly (i motivace) a výrazně horším časem 2:06,17 obsadil celkově 13. místo. Na své slabší trati 100 m znak útočil v rozplavbách na svůj osobní rekord 58,88. Čas v cíli 58,95 stačil 18. místo. Na závěr mistrovství Evropy plaval rozplavby v krátké polohovce na 200 m a časem 2:11,33 obsadil dělené 22. místo.

### Olympijský rok 1988 a trápení s limity
Olympijská sezóna 1988 pro něho nezačala dobře. Dva týdny nemohl trénovat kvůli nachlazení. a po zimní sezóně končil na 200 m znak s nejlepším časem 2:05,46.
V letní sezóně plaval v červnu osobním rekord 2:04,23 na reprezentačním soustředění v uzbeckém Taškentu. a na konci měsíce června při mezistátním trojutkání v polské Vratislavi plaval na 200 m znak čas 2:04,98. V závodě se mu nepovedla poslední obrátka, na které ztratil dobrou vteřinu – mohl mít olympijský limit 2:04,00 splněn. Před červencovým mistrovství republiky ho opět trápily zdravotní problémy s rukou (zlomený prst) a na 200 m znak plaval čas 2:05,42. Ten k nominaci na zářijové olympijské hry v Soulu nestačil. K splnění limitu ho nevyhecoval ani osobní rekord Pavla Vokouna, se kterým prohrál o skoro sekundu.

### Povedené mistrovství Evropy 1989 a nabídka na studium v USA
Přes zimní sezónu 1989 měl problémy se zvýšenou sedimentací kvůli častým nachlazením. Hodně času přípravy trávil na pražské imunologii. V květnu ho čekala maturita na gymnáziu Nad Štolou a přijímačky na pražskou VŠE obor zahraniční obchod. Přes tyto komplikace se dokázal výborně připravit na letní sezónu. 
V červnu na mezinárodních závodech v Itálii překonal časem 2:03,38 šest let starý československý rekord na 200 m znak Jana Bidrmana. Po závodě nebyl se svým výkonem zcela spokojený. Skončil na 7. místě, první stovku uměl rychleji než za 59,85 a v cíli mu nevyšel dohmat. Reprezentační trenér Daniel Machek věřil, že si svůj dokonalý závod šetří na srpnové mistrovství Evropy v německém Bonnu. 
Příprava na mistrovství Evropy proběhla výhradně v Českoslovensu – Tatry, Brno, Znojmo. Podle prognóz z evropských tabulek měl plavat A-finále. Na úvod mistrovství ho čekala jeho královská trať 200 m znak. Ranní rozplavby se mu povedly, časem 2:04,08 postoupil z 6. místa do A-finále. V odpoledním A-finále se mu nepovedl start a v cíli doplaval na 7. místě v čase 2:04,29. Za dva dny na 100 m znak plaval v rozplavbách osobní rekord 58,14 a postoupil do B-finále. V odpoledním B-finále však doplaval poslední v čase 58,89 a obsadil 16. místo. S jeho vystoupením byl reprezentační trenér Machek spokojený, splnil to, co se od něj čekalo.
Uvolněná doba druhé poloviny roku 1989 sebou nesla i nové příležitosti – na ÚV ČSTV byla schválena nová směrnice o perspektivních a talentovaných sportovcích, kteří budou vysílání ke sportovnímu studiu nebo ke stáži v zahraničí bez podmínky ekonomického efektu. Napoprvé ho na VŠE nepřijali a v září po mistrovství Evropy mu přišla nabídka Spojených států studovat na kalifornské univerzitě v Berkeley a trénovat pod vedením legendárního trenéra Norta Thorntona. Studium bylo podmíněno složením zkoušek z angličtiny a matematiky. Univerzita nabízela plnou penzi v podobě ubytování a stravy zdarma. Veškeré náležitosti vyřizoval reprezentační trenér Daniel Machek, který musel před 10 lety stejnou nabídku od UC Berkeley odmítnout z důvodů tehdejší politické situace.
Na zimní sezónu 1990 se připravoval mimo jiné individuálně ve francouzském Font-Romeu-Odeillo-Via s Francouzem Davidem Holderbachem.

### 1990–1994 – studium v USA, stagnace výkonnosti, univerziáda
Přijimací zkoušky na UC Berkeley skládal 18. ledna v maďarské Budapešti. Koncem ledna odletěl s Alexandrem Marčekem do Spojených států do Danville nedaleko Berkeley. U jedné z amerických rodin se měl zdokonalovat v angličtině a připravit se na složení zkoušek na UC Berkeley. V červnu začátkem letní sezóny přiletěl do Československa. Na otázku přípravy v USA odpověděl: "Rozdíl mezi přípravou v USA a v SVS MŠ je především v přístupu. Mám víc samostatnosti, nikdo nikoho k ničemu nenutí, ale každý chce moc vyniknout. V USA když plavci začínají, všechno si musí platit, nejprve se musí dostat do špičky, aby měli podmínky. Na podzim nesplnil nominační kritéria pro start na mistrovství světa v australském Perthu na začátku ledna 1991.
V létě 1991 startoval na univerziádě v britském Sheffieldu. Na rozplavání startoval na úvod v dlouhé polohovce na 400 m. Za dva dny na své královské trati 200 m byl v rozplavbách diskvalifikován za špatně provedenou obrátku – přísně posouzené pravidlo pro nedovolené ponoření hlavy při posledním tempu před obrátkou. Čas 2:04,68 by mu jinak zajišťoval start v A-finále. Diskvalifikací přišel i o nominační limit pro srpnové mistrovství Evropy v řeckých Athénách.
V roce 1992 nezaplaval nominační limity pro start na olympijských hrách v Barceloně a věnoval se již výhradně plaveckým závodům v americké univerzitní lize NCAA. Aktivní sportovní kariéru ukončil po březnovém mistrovství USA v roce 1994.

### Olympijský rok 1996 – promoce a návrat do Prahy
V roce 1995 promoval na University of Southern California v Los Angeles v oboru mezinárodních vztahů (z UC Berkeley má bakalářský titul). V létě si při amatérských plaveckých závodech v USA zaplaval osobní rekord na 200 m polohový závod a jelikož americké město Atlanta pořádalo za rok letní olympijské hry, rozhodl se naposledy o splnění olympijských nominačních limitů. Na podzim  1995 se vrátil do Prahy a začal s přípravou pod vedením Jaroslava Strnada. Začátkem června startoval na mezinárodních závodech v Římě v krátké polohovce na 200 m. Poslední možnost na splnění limitu však nevyužil, čas 2:06,70 byl o 67 setin horší olympijského limitu. Úspěšnou sportovní kariéru zakončil za měsíc na červencovém letním mistrovství republiky.
Po návratu do Česka v roce 1995 pracoval nejprve na poloviční úvazek v Praze jako poradce ministra průmyslu a obchodu Vladimíra Dlouhého v otázkách evropské integrace. Později z Česka odešel a žil v americkém San Franciscu. Pracuje v ekonomickém sektoru, v oblasti poradenství a obchodu s informačními technologiemi.

### Československé rekordy
|      | disciplína | čas     | klub                  | datum     | závod              | místo       | poznámka | platnost        | pokořitel           |
| ---- | ---------- | ------- | --------------------- | --------- | ------------------ | ----------- | -------- | --------------- | ------------------- |
| 1989 | 200 m znak | 2:03,38 | TJ Vysoké školy Praha | 12.6.1989 | mezinárodní závody | Řím, Itálie |          | 2 roky a 51 dní | Marcel Blažo (1991) |

## Rodina
Jeho polorodým bratrem je český religionista Jan Sušer.